# ناثانيل أبلتون هافن
ناثانيل أبلتون هافن هو سياسي أمريكي، ولد في 19 يوليو 1762 في بورتسموث في الولايات المتحدة، وتوفي بنفس المكان في 13 مارس 1831. نشط حزبياً في الحزب الفيدرالي الأمريكي. وقد انتخب عضو مجلس النواب الأمريكي ‏.